# Sistema panchayat de Nepal

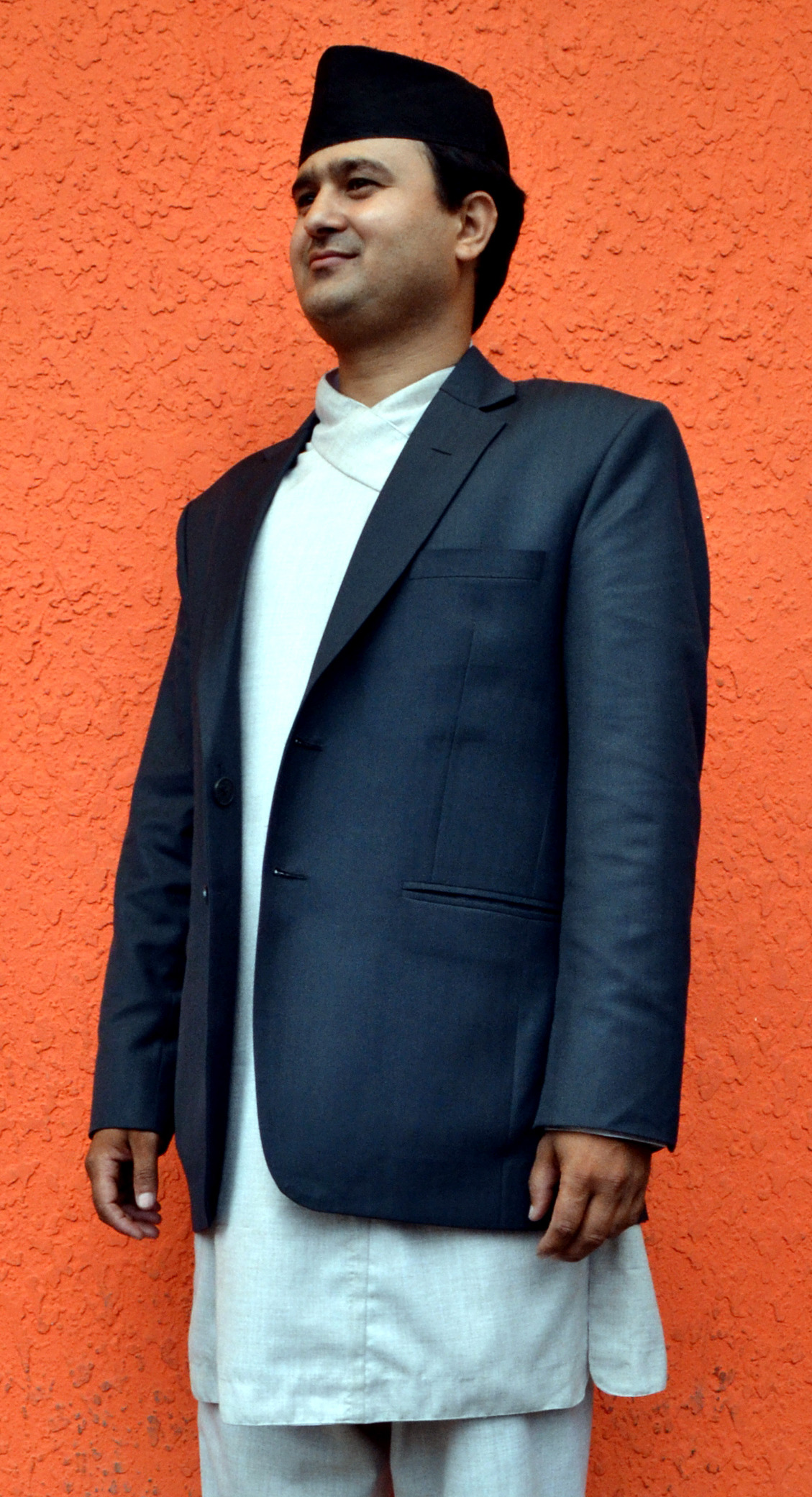
El uso del daura-suruwal, la vestimenta tradicional de Nepal, fue promovido para reivindicar el nuevo régimen

El Sistema panchayat (nepalí : पञ्चायत) fue un sistema político en Nepal de 1961 a 1990. Se caracterizó por prohibir los partidos políticos y otorgar todo el poder gubernamental, incluido el poder del Consejo de Ministros y el Parlamento Federal, bajo la autoridad exclusiva del rey; esto convirtió al país en una monarquía absoluta de facto.
Después de desplazar al gobierno del Congreso Nepalí de B. P. Koirala el 15 de diciembre de 1960 en un golpe de Estado, el rey Mahendra introdujo el sistema panchayat el 5 de enero de 1961. Mahendra introdujo una estructura de cuatro niveles (aldea, ciudad, distrito y nacional) basada en comités ejecutivos electos limitados. El rey consolidó el poder institucionalizando tres pilares de la identidad nacional: El hinduismo, la lengua nepalí y la monarquía, como fundamentos de la vida social y religiosa cotidiana. Esto quedó resumido en el lema Ek Raja, Ek Bhesh, Ek Bhasa (un rey, un vestido, un idioma).
El descontento popular con el sistema panchayat creció y explotó el 18 de febrero de 1990, cuando el proscrito Congreso Nepalí y el Frente de Izquierda Unida (una coalición de partidos nepalíes de izquierda) lanzaron una campaña de manifestaciones populares y huelgas para poner fin al sistema y restaurar la democracia multipartidista. La campaña, más tarde conocida como Movimiento Popular, obligó al rey Birendra a levantar la prohibición de los partidos políticos el 8 de abril de ese año y poner fin al sistema panchayat que había dominado Nepal durante casi 30 años.

## Trasfondo
El rey Mahendra invocó sus poderes de emergencia para disolver el gobierno en 1960, alegando que el gobierno del Congreso Nepalí había fomentado la corrupción, promovido partidos por encima del interés nacional, y que no había logrado mantener la ley y el orden y había "alentado a elementos antinacionales". Aunque los líderes del Congreso prometieron resistir de manera no violenta en alianza con varios partidos políticos (incluidos antiguos rivales como el partido Gorkha Parishad y el Partido Demócrata Unido), sus protestas tuvieron poca reacción pública y el nuevo gobierno del rey tomó medidas para modificar la constitución y prohibir los partidos políticos. Los dirigentes del Congreso Nepalí (incluido el primer ministro) fueron encarcelados y se restringieron las libertades civiles y la libertad de prensa. El gobierno del Congreso continuó la resistencia no violenta desde India, y la India intentó ayudar a las facciones democráticas imponiendo un bloqueo comercial no oficial a Nepal. Sin embargo, la participación india terminó en 1962 con el estallido de la guerra sino-india .
Adoptada en el segundo aniversario de la disolución del gobierno, la nueva constitución del 16 de diciembre de 1962 creó un sistema panchayat de cuatro niveles. A nivel local, 4.000 asambleas de aldea (gaun sabha) eligieron a nueve miembros del panchayat de aldea, quienes eligieron a un alcalde (sabhapati). Cada panchayat de aldea envió a un miembro a sentarse en uno de los 75 panchayats de distrito (zilla) que representaban entre 40 y 70 aldeas; el panchayat de la ciudad eligió a un tercio de los miembros de estas asambleas. Los miembros del panchayat de distrito eligieron representantes para catorce asambleas de zona (anchal sabha), que eran colegios electorales para el Rastriya Panchayat en Katmandú . También existían organizaciones a nivel de aldea, distrito y zona para campesinos, jóvenes, mujeres, ancianos, trabajadores y ex soldados, que elegían a sus representantes en las asambleas. El Rastriya Panchayat nacional, con unos 90 miembros, no podía debatir los principios de la democracia sin partidos, presentar proyectos de ley presupuestarios sin la aprobación real o promulgar proyectos de ley sin el permiso del rey. Mahendra era el comandante supremo de las fuerzas armadas, nombraba (y tenía el poder de destituir) a miembros de la Corte Suprema, designaba una comisión de servicio público para supervisar la función pública y podía cambiar cualquier decisión judicial o enmendar la constitución a voluntad. En diez años, el rey había recuperado el poder soberano ejercido por Prithvi Narayan Shah, primer rey de Nepal.

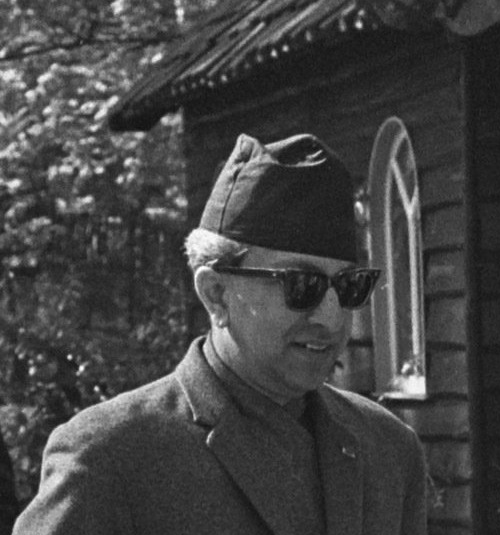
Rey Mahendra en 1967

Las primeras elecciones al Rastriya Panchayat se celebraron en marzo y abril de 1963. Aunque los partidos políticos fueron prohibidos y los principales partidos de oposición se negaron a participar, aproximadamente un tercio de los miembros de la legislatura estaban asociados con el Congreso nepalí. El apoyo al rey por parte del ejército y el gobierno impidió que se desarrollara la oposición a su gobierno dentro del sistema panchayat. El poder real lo ejercía la secretaría del rey. En el campo, la influencia estaba en las oficinas de los comisionados y personal de zona o en el sistema paralelo de oficiales de desarrollo.
Fundado por el rey Mahendra para tener un sistema "adecuado al suelo", el sistema político panchayat se caracterizó por un sistema sin partidos que enfatizaba la descentralización, mientras que la coordinación de clases debía implementarse "sólo a través del liderazgo activo y dinámico de la corona". Mahendra destituyó al primer gobierno de BP Koirala elegido democráticamente. El panchayat ha tenido un impacto duradero en la historia de Nepal. Igualó el nacionalismo con el idioma nepalí, el daura-suruwal y el hinduismo, y realizó una campaña agresiva para moldear una identidad nepalí siguiendo estas líneas. Sin embargo, las instituciones y políticas del panchayat estaban plagadas de contradicciones.

## Reformas
Bajo el liderazgo directo de Mahendra, el gobierno implementó algunos proyectos importantes iniciados bajo el régimen anterior y supervisó nuevos pasos hacia el desarrollo de Nepal. La reforma agraria condujo a la confiscación de grandes propiedades. Las reformas abolieron los privilegios de la élite aristocrática en el oeste de Nepal. Un código legal de 1963 reemplazó al Muluki Ain de 1854, pero un programa de reforma agraria lanzado el año siguiente fue esencialmente un fracaso. El sistema panchayat unió a entre 50.000 y 60.000 personas en un sistema unificado de gobierno representativo de una manera que habría sido imposible para los partidos políticos. Nepal llevó a cabo su segundo (1962-1965) y tercer plan quinquenal (1965-1970), y comenzó el Cuarto Plan Quinquenal (1970-1975). La erradicación de la malaria, la construcción de la autopista Mahendra de este a oeste a lo largo de las estribaciones meridionales del Himalaya y los programas de colonización de tierras contribuyeron a un desplazamiento masivo de la población de las montañas al Terai ; esto aumentó significativamente el área dedicada a la agricultura. En 1986, 2.054 establecimientos industriales empleaban a unos 125.000 trabajadores en todo el país.

## Enmienda a la constitución de 1962
La Campaña Nacional Regreso a la Aldea de 1967-1975 fue originalmente un esfuerzo de desarrollo rural. Una enmienda a la constitución de 1975 convirtió la campaña en un medio para mantener el poder político, pero fue suspendida en 1979.

## Fin del sistema
El régimen autoritario y sus restricciones a la libertad de los partidos políticos aumentó cada vez más el descontento popular. La monarquía se percibía muy poco representativa de las masas, especialmente cuando el gobierno de Marich Man Singh enfrentó un escándalo político por malversación de fondos destinados a las víctimas del terremoto de agosto de 1988 o cuando reorganizó el gabinete en lugar de investigar las muertes de personas en una estampida en el complejo deportivo nacional durante una granizada. El deterioro de las relaciones comerciales entre India y Nepal también afectó la popularidad del gobierno de Singh.
Nepal introdujo un permiso de trabajo para los trabajadores indios en tres distritos en abril de 1987. A principios de 1989, Nepal otorgó una concesión arancelaria del 40 por ciento a los productos chinos y luego retiró las concesiones arancelarias a los productos indios, de modo que los productos chinos se volvieron más baratos que sus homólogos indios. Esto llevó a relaciones cada vez más tensas, agravadas por la compra de armas chinas por parte de Nepal en 1988. La India se negó a renovar dos tratados de comercio y tránsito e insistió en un tratado único que abordara las dos cuestiones, lo cual Nepal rechazaba. Se produjo un punto muerto y los tratados expiraron el 23 de marzo de 1989. Las clases más pobres del país fueron las más afectadas por la restricción del suministro de bienes de consumo y productos derivados del petróleo, como gasolina, combustible de aviación y queroseno. La industria sufrió porque dependía de la India para sus recursos, comercio y tránsito. El gobierno intentó abordar la situación recurriendo a la ayuda exterior de Estados Unidos, Reino Unido, Australia y China, lo que enfureció a quienes deseaban negociar con la India en lugar de depender de la ayuda exterior.
El Congreso Nepalí y los partidos de izquierda culparon al gobierno de perpetuar la crisis y de no tomar medidas serias para resolverla. En diciembre de 1989, el congreso celebró el aniversario del encarcelamiento de BP Koirala lanzando un programa de sensibilización popular. Una alianza de izquierda conocida como Frente de Izquierda Unido apoyó al congreso en su campaña por un sistema de partidos. El 18 y 19 de enero de 1990, el congreso nepalí celebró una conferencia a la que fueron invitados líderes de otros países y periodistas extranjeros. A la reunión asistieron líderes de la India; Alemania, Japón, España y Finlandia, quienes apoyaron el movimiento. También los embajadores de Estados Unidos y Alemania Occidental estuvieron presentes. Inspirados por el apoyo internacional y las actividades democráticas que tuvieron lugar en todo el mundo después de la disolución de la Unión Soviética en 1989, el congreso y el FUI iniciaron un movimiento de masas el 18 de febrero de ese año para poner fin al sistema panchayat e instalar un gobierno interino representativo.
El 6 de abril, el gobierno de Marich Man Singh fue destituido y Lokendra Bahadur Chand se convirtió en primer ministro pero no se modificó el régimen. Los insurgentes, que se oponían al sistema no partidista más que al gobierno de Singh, no cesaron la violencia y varias personas murieron en un enfrentamiento con el ejército. El 16 de abril, el gobierno de Chand fue destituido. Al día siguiente, el 17 de abril, se emitió una proclama real que disolvía el panchayat nacional, el sistema de panchayat, el comité de evaluación y las organizaciones de clases. La proclamación restableció los partidos políticos de Nepal, supeditados a que mantuvieran el interés nacional.